# Premi Simone de Beauvoir
El Premi Simone de Beauvoir per a la llibertat de les dones (en francès: Prix Simone de Beauvoir pour la des liberté des femmes), conegut com a Premi Simone de Beauvoir, és un premi internacional creat l'any 2008.
Amb el suport de la Universitat Denis Diderot de París, i en homenatge a l'escriptora i filòsofa francesa Simone de Beauvoir, reconeguda internacionalment per la seva aportació al feminisme i a la defensa dels drets de la dona, s'atorga amb caràcter anual a qui promogui la llibertat de les dones al món.

## Guardonades
- 2008: Taslima Nasrin, bengalí, i Ayaan Hirsi Ali, neerlandesa
- 2009: Campanya «Un milió de signatures per a l'abrogació de les lleis discriminatòries cap a les dones a l'Iran».[2]
- 2010: Ai Xiaoming, professora del Departament de Llengua i Literatura Xineses de la Universitat Sun Yat-sen i Guo Jianmei i advocada de l'ONG Women's Law Studies and Legal Aid Center de la Universitat de Pequín.[3]
- 2011: Liudmila Ulítskaya, novel·lista russa.[4]
- 2012: Associació Democràtica Tunicina de Dones
- 2013: Malala Yousafzai, pakistanesa
- 2014: Michelle Perrot, pionera francesa dels estudis de dones i de gènere
- 2015: Museu Nacional de Dones Artistes, Washington DC, l'únic museu del món enterament dedicat a la creativitat artística de les dones.[5]
- 2016: Guisi Nicoli, alcaldessa de Lampedusa, per la seva implicació en l'acolliment de persones migrants a l'illa i l'esforç per aconseguir l'acceptació per part de la població.[6]
- 2017: Barbara Nowacka, política polonesa
- 2018: Asli Erdogan, escriptora i activista pels drets humans turca
- 2019: Sara Garcia Gross, educadora salvadorenya, acadèmica, activista pels drets de les dones i el dret a l'avortament.[7]
- 2020: "Collectif 490" («Hors-la-loi du Maroc»), associació marroquina per als drets de la dona.[8]
- 2021: Scholastique Mukasonga, escriptora ruandesa.[9]
- 2022: "La Maison des femmes de Saint-Denis", centre d'acollida a Saint-Denis (París) per a dones víctimes de violència masclista.[10]
- 2023: Protestes després de la mort de Mahsa Amini, en memòria de l'activista kurda Mahsà Aminí.[11]
- 2024: Marie-Paule Djegue Okri, agrònoma i afrofeminista ivoriana.[12]
- 2025: StopFisha, col·lectiu feminista que lluita contra la violència masclista digital.